# FACT (linguagem de programação)
FACT foi uma das primeiras linguagens de programação de computador, criada pela Divisão Datamatic da  Minneapolis Honeywell para o seus modelos da série 800 de computadores voltados a negócios em 1959.FACT era um acrônimo para "Fully Automated Compiling Technique". Ela exerceu influência sobre o projeto da linguagem de programação COBOL.
Alguns aspectos do projeto de FACT foram baseados no projeto linguístico Inglês básico, desenvolvido cerca de 1925 por C.K. Ogden.
O software foi realmente concebido pela Computer Sciences Corporation (Fletcher Jones, Roy Nutt, and Robert L. Patrick) sob contrato com Richard Clippinger da Honeywell. Muitos consideravam FACT melhor do que o COBOL mas a linguagem não obteve o "imprimatur" do governo americano.

## Contribuições ao COBOL
FACT foi uma influência no projeto de COBOL, e é uma das 3 linguagens antecessoras do COBOL segundo é creditado na maioria dos manuais da linguagem.
Vários elementos da FACT , foram incorporados COBOL:
- Definição de dados como os níveis, com itens de grupo e itens elementares.
- Atribuição de valores literais de dados no momento da definição (cláusula VALUE).
- Permite a especificação de uma lista limitada de valores literais em um campo específico (Nível de itens de dados 88).
- Um gerador de relatórios não-procedural baseado na especificação da aparência do relatório desejado (Report Section).
- Qualificação de nomes de dados (IN or OF clause).
- Atribuições em grupo de itens semelhantes (cláusula MOVE CORRESPONDING).
- Verificações de validade em comandos procedurais (cláusula ON ERROR).
- Função de ordenação incorporada a linguagem (SORT).

## Chegou a ter uma versão de trabalho?
Há alguma questionamento se uma versão de trabalho de FACT chegou a ser lançada pela Honeywell. A linguagem foi concebida, e uma especificação detalhada liberada (ver referências), mas é dito que "a Computer Sciences Corporation também tem o contrato de implementação de FACT", que parece implicar que eles ainda estão trabalhando em uma implementação. Naquele tempo, a comissão de curto alcance começou a desenvolver COBOL, e Roy Nutt, 1 dos 3 diretores da CSC começou a trabalhar com este comitê em COBOL. Não está claro se ele nunca voltou para implementar FACT, ou se a Honeywell concentrou seus esforços de programação em um compilador COBOL.